# Pseudolaguvia flavida
Pseudolaguvia flavida is een straalvinnige vissensoort uit de familie van de zuigmeervallen (Erethistidae). De wetenschappelijke naam van de soort is voor het eerst geldig gepubliceerd in 2009 door Ng.